# Citi Open 2019
Die Citi Open 2019 waren ein Tennisturnier der WTA Tour 2019 für Damen und ein Tennisturnier der ATP Tour 2019 für Herren, welche zeitgleich vom 29. Juli bis 4. August 2019 in Washington, D.C. stattfanden.

## Herrenturnier
→ Qualifikation: Citi Open 2019/Herren/Qualifikation

## Damenturnier
→ Qualifikation: Citi Open 2019/Damen/Qualifikation